# Coupe du monde de luge 2010-2011
Navigation
Édition précédente Édition suivante
La 34e édition de la Coupe du monde de luge se déroule entre le 27 novembre 2010 au 20 février 2011, entrecoupée par les championnats du monde les 29 et 30 janvier 2011 à Cesana Pariol.
Organisée par la Fédération internationale de luge de course, cette compétition débute fin novembre 2010 par des épreuves organisées à Igls en Autriche. La saison est close à Sigulda fin février 2010 après des étapes à Winterberg, Calgary, Park City, Königssee, Oberhof, Altenberg, Paranovomo et Sigulda.

## Règlement
| Période / Place | 1   | 2  | 3  | 4  | 5  | 6  | 7  | 8  | 9  | 10 | 11 | 12 | 13 | 14 | 15 | 16 | 17 | 18 | 19 | 20 | 21 | 22 | 23 | 24 | 25 | 26 | 27 | 28 | 29 |
| --------------- | --- | -- | -- | -- | -- | -- | -- | -- | -- | -- | -- | -- | -- | -- | -- | -- | -- | -- | -- | -- | -- | -- | -- | -- | -- | -- | -- | -- | -- |
| 2010            | 100 | 85 | 70 | 60 | 55 | 50 | 46 | 42 | 39 | 36 | 34 | 32 | 30 | 28 | 26 | 25 | 24 | 23 | 22 | 21 | 20 | 19 | 18 | 17 | 16 | 15 | 14 | 13 | 12 |

## Classements généraux

### Hommes Individuel
| Pos. | Lugeur             | IGL | WIN | CAL | PAR | KON | OBE | ALT | PAR | SIG | Points |
| ---- | ------------------ | --- | --- | --- | --- | --- | --- | --- | --- | --- | ------ |
| 1    | Armin Zöggeler     | 3   | 1   | 1   | 1   | 1   | 5   | 2   | 5   | 1   | 765    |
| 2    | Felix Loch         | 1   | 4   | 3   | 4   | 5   | 1   | 1   | 2   | 14  | 658    |
| 3    | Albert Demchenko   | 16  | 7   | 10  | 20  | 2   | 7   | 3   | 1   | 2   | 514    |
| 4    | David Möller       | 2   | 2   | 4   | 11  | 4   | 3   | 7   | 15  | 11  | 500    |
| 5    | Andi Langenhan     | 5   | 11  | 8   | 2   | 8   | 2   | 9   | 3   | 10  | 488    |
| 6    | Viktor Kneib       | 9   | 8   | 2   | 3   | 6   | 6   | 16  | 4   | 4   | 481    |
| 7    | Jan-Armin Eichhorn | 7   | 13  | 6   | 7   | 7   | 4   | 4   | 7   | 7   | 430    |
| 8    | Daniel Pfister     | 10  | 14  | 14  | 6   | -   | 8   | 8   | 6   | 6   | 326    |
| 9    | David Mair         | 28  | 12  | 13  | 10  | 9   | 15  | 5   | 12  | 8   | 305    |
| 10   | Reinhold Rainer    | 13  | 20  | 12  | 8   | 3   | 14  | 10  | -   | 9   | 298    |

### Femmes Individuel
| Pos. | Lugeuse              | IGL | WIN | CAL | PAR | KON | OBE | ALT | PAR | SIG | Points |
| ---- | -------------------- | --- | --- | --- | --- | --- | --- | --- | --- | --- | ------ |
| 1    | Tatjana Hüfner       | 1   | 1   | 1   | 1   | 2   | 1   | 1   | 4   | 1   | 845    |
| 2    | Natalie Geisenberger | 2   | 2   | 4   | 4   | 1   | 2   | 2   | 3   | 6   | 680    |
| 3    | Anke Wischnewski     | 4   | 4   | 2   | 2   | 5   | 3   | 3   | 6   | 3   | 605    |
| 4    | Alex Gough           | 21  | 3   | 7   | 3   | 3   | 13  | 4   | 1   | 4   | 526    |
| 5    | Carina Schwab        | 7   | 5   | 9   | 7   | 4   | 4   | 8   | 2   | 13  | 463    |
| 6    | Tatiana Ivanova      | 10  | 7   | 8   | 11  | 7   | 5   | 7   | 5   | 2   | 445    |
| 7    | Nina Reithmayer      | 23  | 9   | 11  | 6   | 6   | 14  | 5   | 7   | 5   | 375    |
| 8    | Erin Hamlin          | 3   | 6   | 3   | 10  | 21  | 15  | 19  | 13  | 15  | 350    |
| 9    | Martina Kocher       | 14  | 8   | 10  | 12  | 10  | 6   | 10  | 11  | 11  | 328    |
| 10   | Alexandra Rodionova  | 12  | 13  | 5   | 20  | 11  | 1   | 17  | 8   | 10  | 308    |

### Hommes Doubles
| Pos. | Lugeurs                                             | IGL | WIN | CAL | PAR | KON | OBE | ALT | PAR | SIG | Points |
| ---- | --------------------------------------------------- | --- | --- | --- | --- | --- | --- | --- | --- | --- | ------ |
| 1    | Allemagne Tobias Wendl Tobias Arlt                  | 4   | 1   | 1   | 3   | 1   | 1   | 2   | 2   | 7   | 746    |
| 2    | Autriche Andreas Linger Wolfgang Linger             | 1   | 20  | 5   | 1   | 3   | 7   | 1   | 1   | 1   | 692    |
| 3    | Italie Christian Oberstolz Patrick Gruber           | 2   | 2   | 2   | 4   | 2   | 2   | 5   | 7   | 2   | 671    |
| 4    | Allemagne Toni Eggert Sascha Benecken               | 6   | 4   | 6   | 10  | 6   | 3   | 3   | 4   | 3   | 516    |
| 5    | Autriche Peter Penz Georg Fischler                  | 3   | 6   | 4   | 1   | 5   | 8   | 6   | 8   | -   | 469    |
| 6    | Italie Hans Peter Fischnaller Patrick Schwienbacher | 7   | 7   | 3   | 8   | 4   | 9   | 9   | 5   | 11  | 431    |
| 7    | Lettonie Andris Sics Juris Sics                     | 7   | 9   | 7   | 7   | 10  | 19  | 7   | 3   | 5   | 406    |
| 8    | Russie Vladislav Yuzhakov Vladimir Makhnutin        | 13  | 12  | 16  | 11  | 11  | 5   | 4   | 6   | 4   | 380    |
| 9    | Russie Michail Kuzmich Stanislav Mikheev            | 12  | 5   | 9   | 12  | 12  | 10  | 13  | 10  | 8   | 334    |
| 10   | États-Unis Christian Niccum Jayson Terdiman         | 5   | 3   | 8   | 6   | 8   | 15  | 8   | -   | -   | 327    |

### Relais
| Pos. | Equipe     | IGL | WIN | KON | OBE | ALT | SIG | Points |
| ---- | ---------- | --- | --- | --- | --- | --- | --- | ------ |
| 1    | Allemagne  | 1   | 1   | 1   | 1   | 1   | 3   | 570    |
| 2    | Italie     | 3   | 2   | 3   | 3   | 4   | 2   | 440    |
| 3    | Russie     | 4   | 7   | 6   | 2   | 2   | 1   | 426    |
| 4    | Autriche   | 7   | 3   | 2   | 5   | 3   | 6   | 376    |
| 5    | États-Unis | 6   | 4   | 4   | 4   | 6   | 4   | 340    |
| 6    | Canada     | 2   | 6   | 5   | 7   | -   | 8   | 278    |
| 7    | Slovaquie  | 9   | 8   | 7   | 8   | 7   | 5   | 270    |
| 8    | Pologne    | 11  | 11  | 8   | 11  | 9   | 7   | 229    |
| 9    | Lettonie   | 5   | 5   | -   | 6   | 5   | -   | 215    |
| 10   | Roumanie   | 10  | 9   | 9   | 10  | 8   | -   | 192    |

## Calendrier et podiums
| 1. Igls (27 novembre 2010 - 28 novembre 2010) |         |                                         |                                           |                                    |
| Date                                          | Épreuve | Vainqueur                               | Deuxième                                  | Troisième                          |
| 27 novembre                                   | Doubles | Autriche Andreas Linger Wolfgang Linger | Italie Christian Oberstolz Patrick Gruber | Autriche Peter Penz Georg Fischler |
| 27 novembre                                   | Femmes  | Tatjana Hüfner                          | Natalie Geisenberger                      | Erin Hamlin                        |
| 28 novembre                                   | Hommes  | Felix Loch                              | David Möller                              | Armin Zöggeler                     |
| 28 novembre                                   | Relais  | Allemagne                               | Canada                                    | Italie                             |

| 2. Winterberg (4 décembre 2010 - 5 décembre 2010) |         |                                    |                                           |                                             |
| Date                                              | Épreuve | Vainqueur                          | Deuxième                                  | Troisième                                   |
| 4 décembre                                        | Doubles | Allemagne Tobias Wendl Tobias Arlt | Italie Christian Oberstolz Patrick Gruber | États-Unis Christian Niccum Jayson Terdiman |
| 5 décembre                                        | Femmes  | Tatjana Hüfner                     | Natalie Geisenberger                      | Alex Gough                                  |
| 4 décembre                                        | Hommes  | Armin Zöggeler                     | David Möller                              | Julian von Schleinitz                       |
| 5 décembre                                        | Relais  | Allemagne                          | Italie                                    | Autriche                                    |

| 3. Calgary (10 décembre 2010 - 11 décembre 2010) |         |                                    |                                           |                                                     |
| Date                                             | Épreuve | Vainqueur                          | Deuxième                                  | Troisième                                           |
| 11 décembre                                      | Doubles | Allemagne Tobias Wendl Tobias Arlt | Italie Christian Oberstolz Patrick Gruber | Italie Hans Peter Fischnaller Patrick Schwienbacher |
| 10 décembre                                      | Femmes  | Tatjana Hüfner                     | Anke Wischnewski                          | Erin Hamlin                                         |
| 11 décembre                                      | Hommes  | Armin Zöggeler                     | Viktor Kneib                              | Felix Loch                                          |

| 4. Park City (17 décembre 2010 - 18 décembre 2010) |         |                                                                            |                  |                                    |
| Date                                               | Épreuve | Vainqueur                                                                  | Deuxième         | Troisième                          |
| 18 décembre                                        | Doubles | Autriche Peter Penz Georg Fischler Autriche Andreas Linger Wolfgang Linger |                  | Allemagne Tobias Wendl Tobias Arlt |
| 17 décembre                                        | Femmes  | Tatjana Hüfner                                                             | Anke Wischnewski | Alex Gough                         |
| 18 décembre                                        | Hommes  | Armin Zöggeler                                                             | Andi Langenhan   | Viktor Kneib                       |

| 5. Königssee (5 janvier 2011 - 6 janvier 2011) |         |                                    |                                           |                                         |
| Date                                           | Épreuve | Vainqueur                          | Deuxième                                  | Troisième                               |
| 5 janvier                                      | Doubles | Allemagne Tobias Wendl Tobias Arlt | Italie Christian Oberstolz Patrick Gruber | Autriche Andreas Linger Wolfgang Linger |
| 5 janvier                                      | Femmes  | Natalie Geisenberger               | Tatjana Hüfner                            | Alex Gough                              |
| 6 janvier                                      | Hommes  | Armin Zöggeler                     | Albert Demchenko                          | Reinhold Rainer                         |
| 6 janvier                                      | Relais  | Allemagne                          | Autriche                                  | Italie                                  |

| 6. Oberhof (15 janvier 2011 - 16 janvier 2011) |         |                                    |                                           |                                       |
| Date                                           | Épreuve | Vainqueur                          | Deuxième                                  | Troisième                             |
| 15 janvier                                     | Doubles | Allemagne Tobias Wendl Tobias Arlt | Italie Christian Oberstolz Patrick Gruber | Allemagne Toni Eggert Sascha Benecken |
| 16 janvier                                     | Femmes  | Tatjana Hüfner                     | Natalie Geisenberger                      | Anke Wischnewski                      |
| 15 janvier                                     | Hommes  | Felix Loch                         | Andi Langenhan                            | David Möller                          |
| 16 janvier                                     | Relais  | Allemagne                          | Russie                                    | Italie                                |

| 7. Altenberg (22 janvier 2011 - 23 janvier 2011) |         |                                         |                                    |                                       |
| Date                                             | Épreuve | Vainqueur                               | Deuxième                           | Troisième                             |
| 22 janvier                                       | Doubles | Autriche Andreas Linger Wolfgang Linger | Allemagne Tobias Wendl Tobias Arlt | Allemagne Toni Eggert Sascha Benecken |
| 22 janvier                                       | Femmes  | Tatjana Hüfner                          | Natalie Geisenberger               | Anke Wischnewski                      |
| 23 janvier                                       | Hommes  | Felix Loch                              | Armin Zöggeler                     | Albert Demchenko                      |
| 23 janvier                                       | Relais  | Allemagne                               | Russie                             | Autriche                              |

| 8. Paramonovo (12 février 2011 - 13 février 2011) |         |                                         |                                    |                                 |
| Date                                              | Épreuve | Vainqueur                               | Deuxième                           | Troisième                       |
| 12 février                                        | Doubles | Autriche Andreas Linger Wolfgang Linger | Allemagne Tobias Wendl Tobias Arlt | Lettonie Andris Sics Juris Sics |
| 12 février                                        | Femmes  | Alex Gough                              | Carina Schwab                      | Natalie Geisenberger            |
| 13 février                                        | Hommes  | Albert Demchenko                        | Felix Loch                         | Andi Langenhan                  |

| 9. Sigulda (19 février 2011 - 20 février 2011) |         |                                         |                                           |                                       |
| Date                                           | Épreuve | Vainqueur                               | Deuxième                                  | Troisième                             |
| 19 février                                     | Doubles | Autriche Andreas Linger Wolfgang Linger | Italie Christian Oberstolz Patrick Gruber | Allemagne Toni Eggert Sascha Benecken |
| 20 février                                     | Femmes  | Tatjana Hüfner                          | Tatiana Ivanova                           | Anke Wischnewski                      |
| 19 février                                     | Hommes  | Armin Zöggeler                          | Albert Demchenko                          | Martins Rubenis                       |
| 20 février                                     | Relais  | Russie                                  | Italie                                    | Allemagne                             |